# John Elefante
John Elefante (n. 18 de marzo de 1958) es un cantante, músico, compositor y productor estadounidense. Él es conocido por su trabajo con la banda de rock progresivo Kansas y el grupo de rock cristiano Mastedon.

## Primeros años
John Elefante nació en Levittown, Nueva York, Estados Unidos el 18 de marzo de 1958, aunque poco después su familia se mudó a Long Beach, California. Durante su niñez y adolescencia, Elefante tocó la batería con la banda familiar llamada The Brotherhood.

## Carrera

### Con Kansas
Su carrera comenzó cuando audicionó para ser el nuevo vocalista y teclista de Kansas en 1981. En ese año, el grupo iba a realizar una gira por todo el mundo y Elefante nunca había estado en otra banda que no fuese la de su familia. Aunque varios cantantes importantes como Sammy Hagar, Jim Stafford y Doug Pinnick habían aplicado para el puesto, John aceptó el trabajo.
Elefante cantó y ejecutó el teclado en dos álbumes de estudio y una canción que se enlistó en el primer compilatorio de Kansas. John colaboró un gran medida con la banda junto al guitarrista y teclista Kerry Livgren. En Vinyl Confessions de 1982, coescribió la canción «Play the Game Tonight», la cual alcanzó el 4.º y 17.º lugar del Mainstream Rock Tracks y Billboard Hot 100 respectivamente.  También coescribió los temas «Right Away» y la acústica «Chasing Shadows» al lado de su hermano Dino Elefante, canciones que también se colocaron en las listas de Billboard.
Al año siguiente, en su álbum sucesor Drastic Measures, compuso el tema «Fight Fire with Fire», sencillo que logró llegar a la 3.º posición del Mainstream Rock, siendo hasta el momento la canción de la banda que se ha ubicado en la mejor posición en esta lista. Este tema alcanzó además el 58.º lugar del Hot 100. Elefante también fue responsable de «Everybody's My Friend», el cual fue lanzado como segundo sencillo de este disco y colocó en la posición 34.ª.
En 1984, Kansas lanzó su primer álbum compilatorio de nombre The Best of Kansas, en el cual Elefante coescribió un tema inédito llamado «Perfect Lover». En el mismo año, John abandonó la banda junto a Kerry Livgren y el bajista Dave Hope.

### 1985-1989
Elefante se desempeñó como productor después de abandonar Kansas. En 1984, produjo el álbum Perfect Timing de la banda californiana South Comfort Band. Después, en el año 1986, contribuyó como productor en el álbum Back to the Street del grupo cristiano Petra, disco que fue nominado a los Premios Grammy. También participó como teclista, compositor, corista e ingeniero de sonido en este álbum.
John y Dino como productores primarios de la banda, Petra se convirtió en una de las bandas de rock cristiano más exitosas. Su palmarés incluye varios discos de oro, 10 premios de la CCM Magazine, inducción al Salón de la Fama de la Música Sacra y Hard Rock Café y son la única banda que cuatro de sus discos entraron en la lista de los 100 mejores álbumes cristianos de Sound Scan.
En 1987, cuando producían un álbum de varios artistas titulado California Metal, el equipo de producción de John y Dino Elefante decidieron introducir al disco un tema dedicado a Kansas llamado «Wasn't It Love» (originalmente nombrado «What About Love») con el nombre de Mastedon. Esta canción fue incluida en el álbum debut de Mastedon It's a Jungle About There de 1989.
Al finalizar la década de 1980, John Elefante produjo cinco álbumes y participó en doce discos. En los siguientes cinco años, Elefante trabajó como uno de los productores más demandados en Nashville. Además de las colaboraciones con Petra, fue productor en más de 30 álbumes y también participó como compositor y músico de estos. De hecho, estuvo tan ocupado como productor que rechazó una invitación para reemplazar a Bobby Kimball, exvocalista de Toto.

### 1990-1994 Mastedon
John se enfocó en un estilo de música más pesada a principios de los 1990. Entre tantos álbumes cabe mencionar el caso del álbum debut de la banda Guardian Fire and Love, el cual fue difundido en MTV.
John formó junto a su hermano Dino la banda Mastedon, nombre que hace alusión al apellido paterno de los hermanos. Aunque John se desempeñó como vocalista principal, teclista y baterista, los álbumes de esta banda incluyeron participaciones de otros músicos en la voz y en los instrumentos.
El primer álbum de Mastedon fue It's a Jungle About There el cual fue lanzado en 1989 y el título hace referencia al desafío de vivir sin una ayuda espiritual.  Después publicaron Lofcaudio en 1990.  Estos discos se colocaron en las listas en las posiciones 25.º y 10.º respectivamente. 

Los hermanos Elefante formaron su propia discográfica: Pakaderm Records. La mayoría de la música que produjeron por los siguientes 10 años fue publicada en esta.
Debido a su jornadas laborales intensas, los hermanos decidieron construir en 1993 su propio estudio de grabación en la ciudad de Nashville, Ténesi y lo nombraron Sound Kitchen.

### 1995-1999
En la segunda mitad de los 90, Elefante continuó trabajando como productor y también se desempeñó como jefe de disquera. Además decidió empezar una trayectoria como solista y lanzó dos álbumes: Windows of Heaven en 1995 y Corridors en 1997.

### 2000-presente
John fue el productor del álbum de Petra ganador del Premio Grammy Double Take de 2000. Hasta ahora Elefante ha participado o producido en más de 100 álbumes. Los hermanos Elefante mantienen una relación laboral muy fuerte y John mencionó que le sigue gustando componer canciones. 

## Discografía

### Con Kansas
- Vinyl Confessions - 1982
- Drastic Measures - 1983
- The Best of Kansas (en la canción «Perfect Lover») - 1984

### Como solista y Mastedon
- It's a Jungle Out There! Mastedon - 1989
- Lofcaudio Mastedon - 1990
- Windows of Heaven - 1995
- Corridors - 1997
- Defying Gravity - 1999
- 3 - Mastedon - 2009
- Revolution of Mind Mastedon - 2010

### Colaboraciones
- Arcade - Patrick Simmons - 1983
- Time Line - Kerry Livgren AD - 1984
- Anywhere You Go - David Pack - 1985
- St. Elmo's Fire - Soundtrack - 1985
- Back to the Street - Petra - 1986
- This Mean War! - Petra - 1987
- Atomic Arena - Barren Cross - 1987
- Voices - Varios artistas - 1987
- How Long - Michael Thompson Band - 1989
- Petra Praise: The Rock Cries Out - Petra - 1989
- State of Control - Barren Cross - 1989
- Get It - XSinner - 1989
- Beyond Belief – Petra - 1990
- Ultimate Metal, Vol. 2 – Varios artistas - 1990
- Fire & Love – Guardian - 1991
- Heaven Calling – Heavenly Angelic Light Orchestra - 1991
- Peace Treaty – X-Sinner - 1991
- Petrafied! The Very Best of Petra – Petra - 1991
- Portrait of a Spirit – Varios Artistas - 1991
- Rock Power Praise, Vol. 2 Christmas Hymns – Varios artistas - 1991
- Within Reach – Rick Cua - 1991
- Battle Cries – The Brave - 1992
- Decade – Kerry Livgren - 1992
- Dream of a Lifetime – Kelli Reisen - 1992
- En Alabanza – Petra - 1992
- Heaven's Metal Collection, Vol. 2 – Varios artistas - 1992
- No Compromise: Remembering the Music of Keith Green – Varios artistas - 1992
- Pop Pie in the Sky - Varios artistas - 1992
- Rock Power Praise, Vol. 3 Traditional Gospel Hymns – Varios artistas - 1992
- Serius Bizness – J.C. Crew - 1992
- Start the Car – Jude Cole  - 1992
- Unseen Power – Petra - 1992
- Angel in Your Eyes – Lisa Daggs - 1993
- Fear Not – Fear Not - 1993
- Hello Forever – Scott Springer - 1993
- Kingdom of Desire – Toto - 1993
- Le Voyage – Sandi Patty - 1993
- Miracle Mile Guardian - 1993
- Operation Angel Wings – Varios artistas  - 1993
- Rock Pie in the Sky – Varios artistas - 1993
- Soak Your Brain – Lovewar - 1993
- Cross My Heart – Greg Long - 1994
- Trust – The Brave - 1994
- My Utmost for His Highest – Varios artistas - 1995
- No Doubt – Petra - 1995
- One Love – Jonathan Pierce - 1995
- Petraphonics Petra – 1995
- Power Praise Petra – 1995
- WOW 1996 – The Year's 30 Top Christian Artists and Son – Varios artistas - 1996
- Days of Grace – Greg Long - 1996
- Love Is the Bottom Line – Lisa Daggs - 1996
- My Utmost for His Highest: The Covenant – Varios artistas - 1996
- This Is How I Feel – Nouveaux - 1996
- WOW 1997 – The Year's 30 Top Christian Artists and Son – Varios artistas - 1996
- Colors of Truth – Jeni Varnadeau - 1997
- Jesus Experience – Bride - 1997
- Petra Praise 2: We Need Jesus Petra - 1997
- WOW 1998 – 30 Top Christian Artists & Songs Varios artistas - 1997
- God Fixation – Petra - 1997
- In the Light – Varios artistas - 1998
- Jesus Saves – Greg Long - 1998
- Never Be the Same – Truth - 1998
- No Hesitation – Jeni Varnadeau - 1998
- Oddities Bride - 1998
- Scrub – Mayfair Laundry - 1998
- Shelter Me – Nikki Leonti - 1998
- Way Home – Wayne Watson - 1998
- Yeaterday & Today – Michael Redman - 1998
- Believe It – Varios artistas - 19999
- Double Take – Petra - 1999
- No Place Like Home – Scarecrow & Tinmen - 1999
- Still Waters – Say-So - 1999
- Aurora – Aurora - 2000
- Best of 2000 Dove Award Nominees & Winners – Varios artistas - 2000
- Celebration of Voices Great Choirs of America – Varios artistas - 2000
- Change – Sierra - 2000
- Dreamer's Heart – Kimber Leigh Mowery - 2000
- Letting Go – The Darins - 2000
- Postcard From Mexico (re-mix) – Nikki Leonti & Darins - 2000
- Superhero – Scarecrow & Tinmen - 2000
- Tracing His Hand – Jeni Varnadeau - 2000
- Vestal & Friends, Vol. 2 – Vestal Goodman - 2000
- WOW Gold – Varios artistas - 2000
- Bigger Than Us – Aurora - 2001
- Hits – Dominic Chianese - 2001
- Nikki Leonti – Nikki Leonti - 2001
- Not Just Any Other Day – Varios artistas - 2001
- Stronger – Natalie Grant - 2001
- Word Gold Five Decades of Hits – Varios artistas - 2001
- If You Only Knew – Prymary Colorz - 2002
- Pass the Love – Larnelle Harris - 2002
- Still Means War! – Petra - 2002
- AJA – AJA - 2003
- Power of Praise – Petra - 2003
- Soak – Rachel Farris - 2004
- Worship with Natalie Grant and Friends - 2004
- Glory Train: The Lost Sessions – Pat Boone- 2005
- Fool's Paradise – Monday Morning - 2006
- Proof Positive – Cross Culture - 2006
- Taste the Sky – Dalton - 2006
- Three Seconds to Gaze – Homeless J - 2006
- Ultimate Collection – Petra - 2006
- Very Best Of – Bride - 2006
- Definitive Collection – Guardian - 2007
- Definitive Collection – Greg Long - 2007
- Definitive Collection – Petra - 2007
- Celebrate Christmas – Northern Light Orchestra - 2010